# Observatorio del Monte Wilson

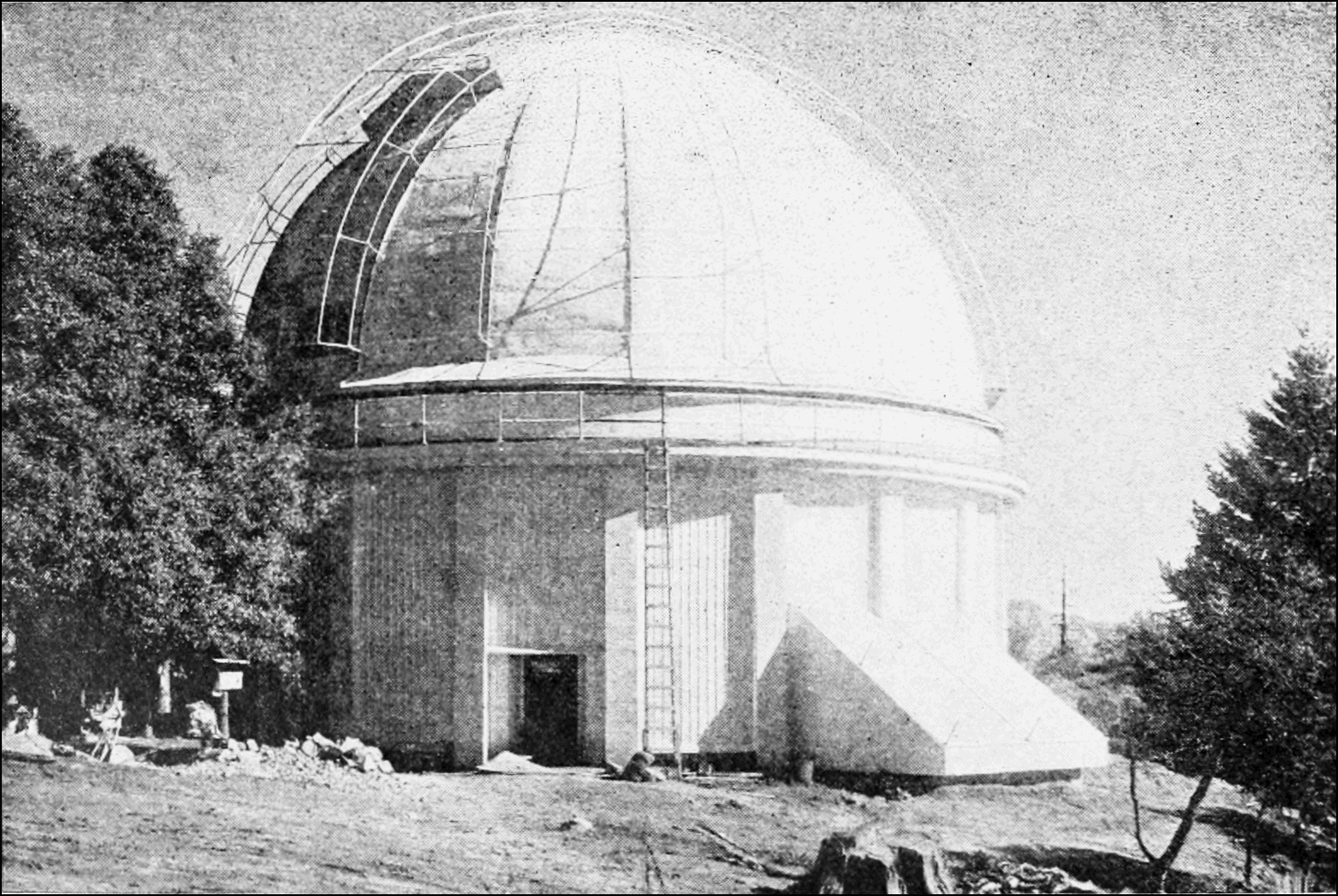
Cúpula de acero del observatorio

El Observatorio astronómico del Monte Wilson (Mount Wilson) es uno de los observatorios astronómicos más grandes de Estados Unidos, fundado en 1904 por el astrofísico George Ellery Hale (1868-1938).
Se levanta 32 km al noreste de Los Ángeles, a una altitud de 1740 m s. n. m. y está dotado de un instrumento principal con un espejo de 254 cm de diámetro, llamado telescopio Hooker, en honor del magnate californiano John D. Hooker, quien donó en 1906 los 45.000 dólares necesarios para su construcción. Otros instrumentos importantes son dos torres solares de 18 y 46 metros de altura y un telescopio reflector de 150 cm.
En los años 1930, a causa de la expansión de Los Ángeles y de la contaminación lumínica producida por la ciudad, el observatorio entró en una crisis progresiva, por lo que se hizo necesario proyectar y construir otro gran observatorio más al Sur, el Observatorio Palomar, obra a la que se dedicó hasta su muerte el propio Hale.
Ambos observatorios están desde 1970 reunidos en una organización de investigación astronómica dirigida por el California Institute of Technology y toman el nombre de Hale Observatories, en honor a su fundador.
En este observatorio trabajaron Humason, Hubble y otros importantes astrónomos norteamericanos.

## Telescopios solares

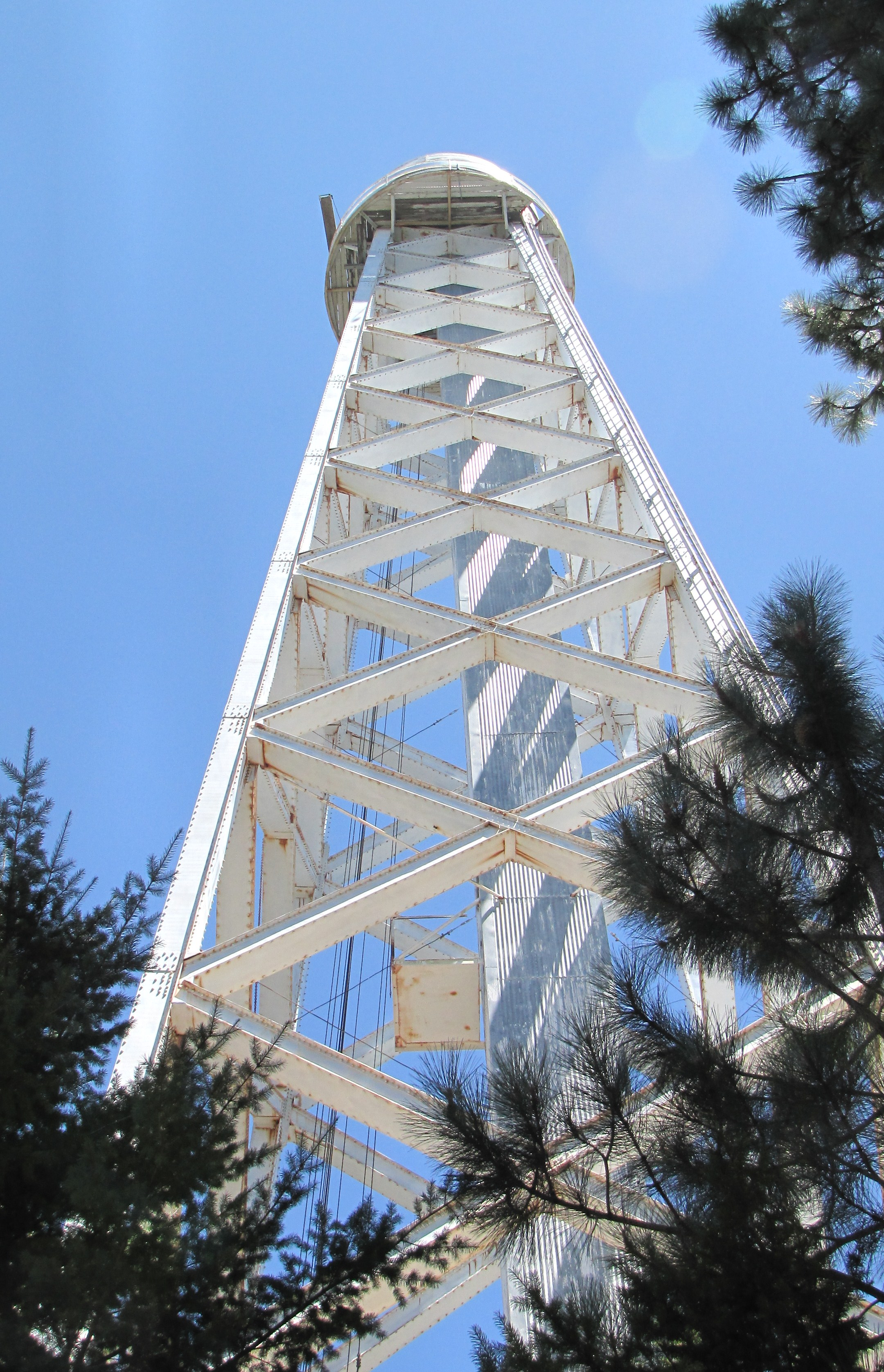
En la base de la Torre Solar de 150 pies

Hay tres telescopios solares en el Observatorio del Monte Wilson. Hoy en día, sólo uno de estos telescopios, la Torre Solar de 60 pies, se sigue utilizando para la investigación solar.

### Telescopio Solar de Nieve
El Telescopio Solar de Nieve fue el primer telescopio instalado en el incipiente Observatorio Solar de Monte Wilson. Fue el primer telescopio solar del mundo montado de forma permanente. Anteriormente, los telescopios solares eran portátiles para poder llevarlos a los eclipses solares de todo el mundo. El telescopio fue donado al Observatorio Yerkes por Helen Snow de Chicago. George Ellery Hale, entonces director de Yerkes, hizo que el telescopio se llevara al monte Wilson para ponerlo en servicio como un potente instrumento científico. Su espejo primario de 24 pulgadas (61,0 cm) con una distancia focal de 60 pies (18,3 m), acoplado a un espectrógrafo, realizó trabajos pioneros sobre los espectros de las manchas solares, el desplazamiento doppler del disco solar en rotación y las imágenes solares diarias en varias longitudes de onda. La investigación estelar no tardó en llegar, ya que las estrellas más brillantes podían tener sus espectros registrados con exposiciones muy largas en placas de vidrio. En la actualidad, el telescopio solar de Snow es utilizado principalmente por estudiantes universitarios que reciben formación práctica en física solar y espectroscopia.
También se utilizó públicamente para el tránsito del 9 de mayo de 2016 de Mercurio por la cara del sol.

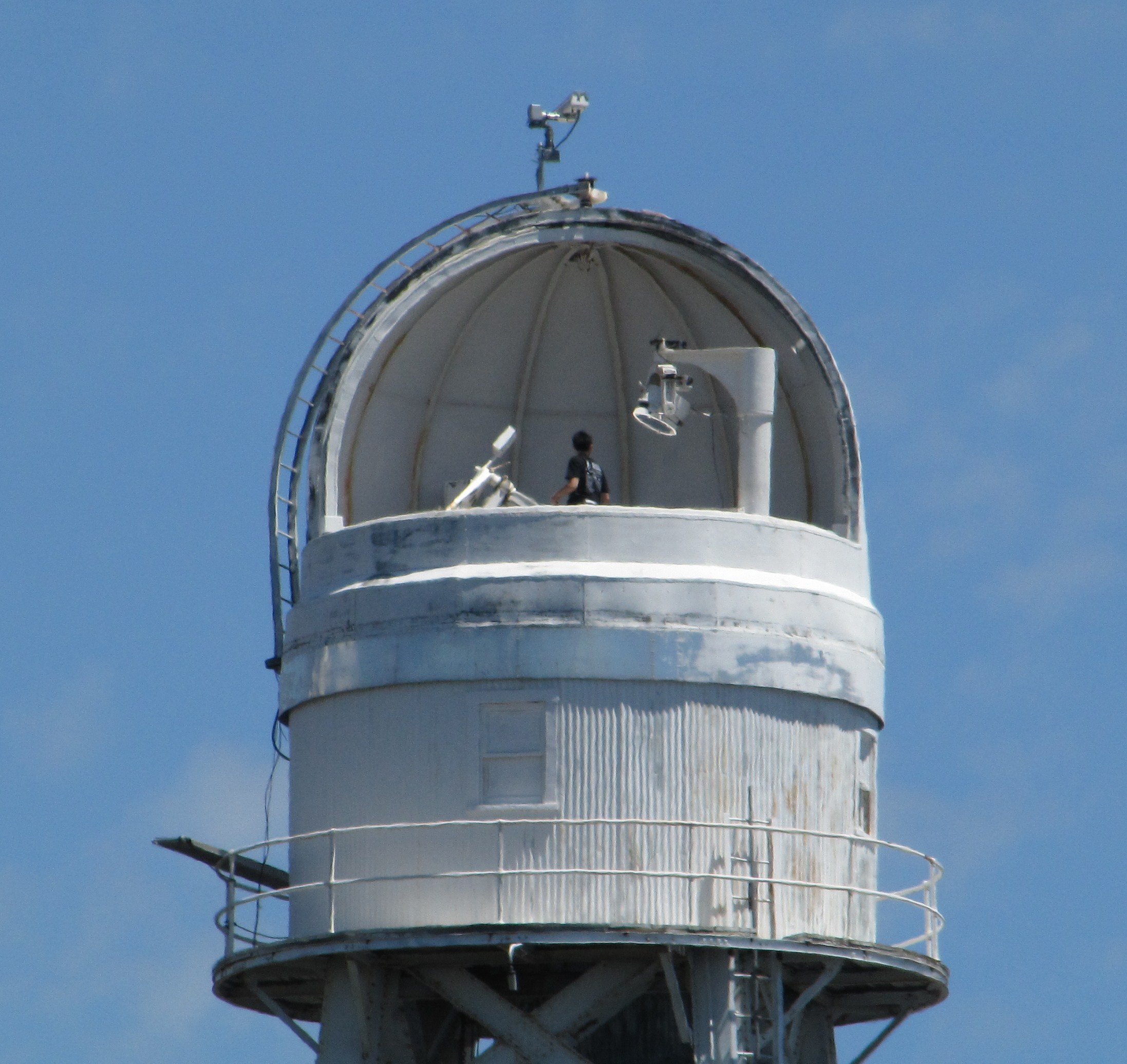
Parte superior de la Torre Solar que aloja los espejos.

### Torre Solar de 60 pies
La 60 pies (18,3 m)  Torre Solar pronto se basó en el trabajo iniciado en el telescopio de Nieve. Cuando se completó en 1908, el diseño de la torre vertical del telescopio solar de 60 pies de longitud focal permitió una resolución mucho mayor de la imagen y el espectro solar que la que podía lograr el telescopio Snow. La mayor resolución se debía a que la óptica estaba situada a mayor altura sobre el suelo, lo que evitaba la distorsión causada por el calentamiento del suelo por el sol. El 25 de junio de 1908, Hale registró el desdoblamiento de Zeeman en el espectro de una mancha solar, mostrando por primera vez que existían campos magnéticos en algún lugar además de la Tierra. Un descubrimiento posterior fue el de la polaridad invertida en las manchas solares del nuevo ciclo solar de 1912. El éxito de la Torre de 60 pies impulsó a Hale a buscar otro telescopio de torre más alto. En la década de 1960, Robert Leighton descubrió que el sol tenía una oscilación de 5 minutos y nació el campo de la heliosismología. La Torre de 60 pies es operada por el Departamento de Física y Astronomía de la Universidad del Sur de California.

### Torre Solar de 150 pies
La torre solar de 150 pies (45,7 m) longitud focal amplió el diseño de la torre solar con su diseño de torre en torre. (La torre tiene en realidad una altura de 176 pies (53,6 m).) Una torre interior soporta la óptica por encima, mientras que una torre exterior, que rodea completamente a la torre interior, soporta la cúpula y los pisos alrededor de la óptica. Este diseño ha permitido aislar completamente la óptica del efecto del viento que mueve la torre.  Dos espejos alimentan la luz del sol a una lente 12 pulgadas (30,5 cm) que enfoca la luz hacia la planta baja.  Se completó por primera vez en 1910, pero una óptica insatisfactoria provocó un retraso de dos años antes de que se instalara una lente de doblete adecuada. La investigación incluyó la rotación solar, las polaridades de las manchas solares, los dibujos diarios de las manchas solares y muchos estudios del campo magnético. El telescopio solar sería el más grande del mundo durante 50 años hasta que se completó el telescopio solar McMath-Pierce en Kitt Peak en Arizona en 1962. En 1985, la UCLA se hizo cargo de la explotación de la torre solar de los Observatorios Carnegie después de que se decidiera dejar de financiar el observatorio.

## Telescopio de 60 pulgadas

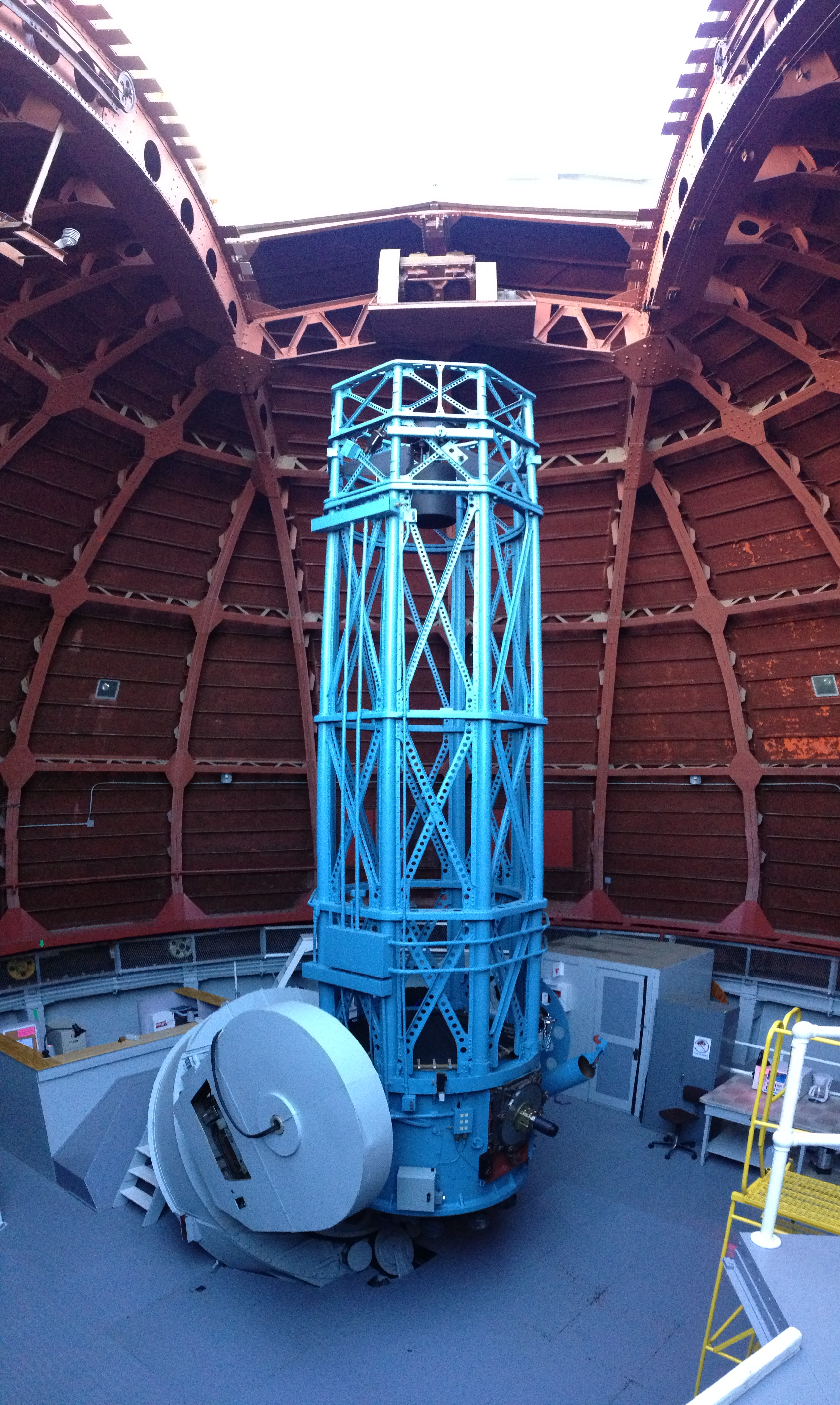
El telescopio de 60 in en el Monte Wilson.

Para el telescopio de 60 pulgadas, George Ellery Hale recibió el espejo en blanco 60 pulgadas (1,5 m), fundido por Saint-Gobain en Francia, en 1896 como regalo de su padre, William Hale. Era un disco de vidrio de 19 cm de espesor y 860 kg de peso. Sin embargo, no fue hasta 1904 cuando Hale recibió financiación de la Institución Carnegie para construir un observatorio. Las obras comenzaron en 1905 y duraron dos años. El montaje y la estructura del telescopio se construyeron en San Francisco y apenas sobrevivieron al 1906. El transporte de las piezas a la cima del Monte Wilson fue una tarea enorme. La primera luz fue el 8 de diciembre de 1908. Era, en ese momento, el mayor telescopio operativo del mundo. El Leviatán de Parsonstown de Lord Rosse, un telescopio de 72 pulgadas (1,8 metros) construido en 1845, estaba, en la década de 1890, fuera de servicio.
Aunque era ligeramente más pequeño que el Leviatán, el de 60 pulgadas tenía muchas ventajas, como un emplazamiento mucho mejor, un espejo de cristal en lugar de metal especular y una montura de precisión que podía seguir con exactitud cualquier dirección del cielo, por lo que el de 60 pulgadas fue un gran avance. 

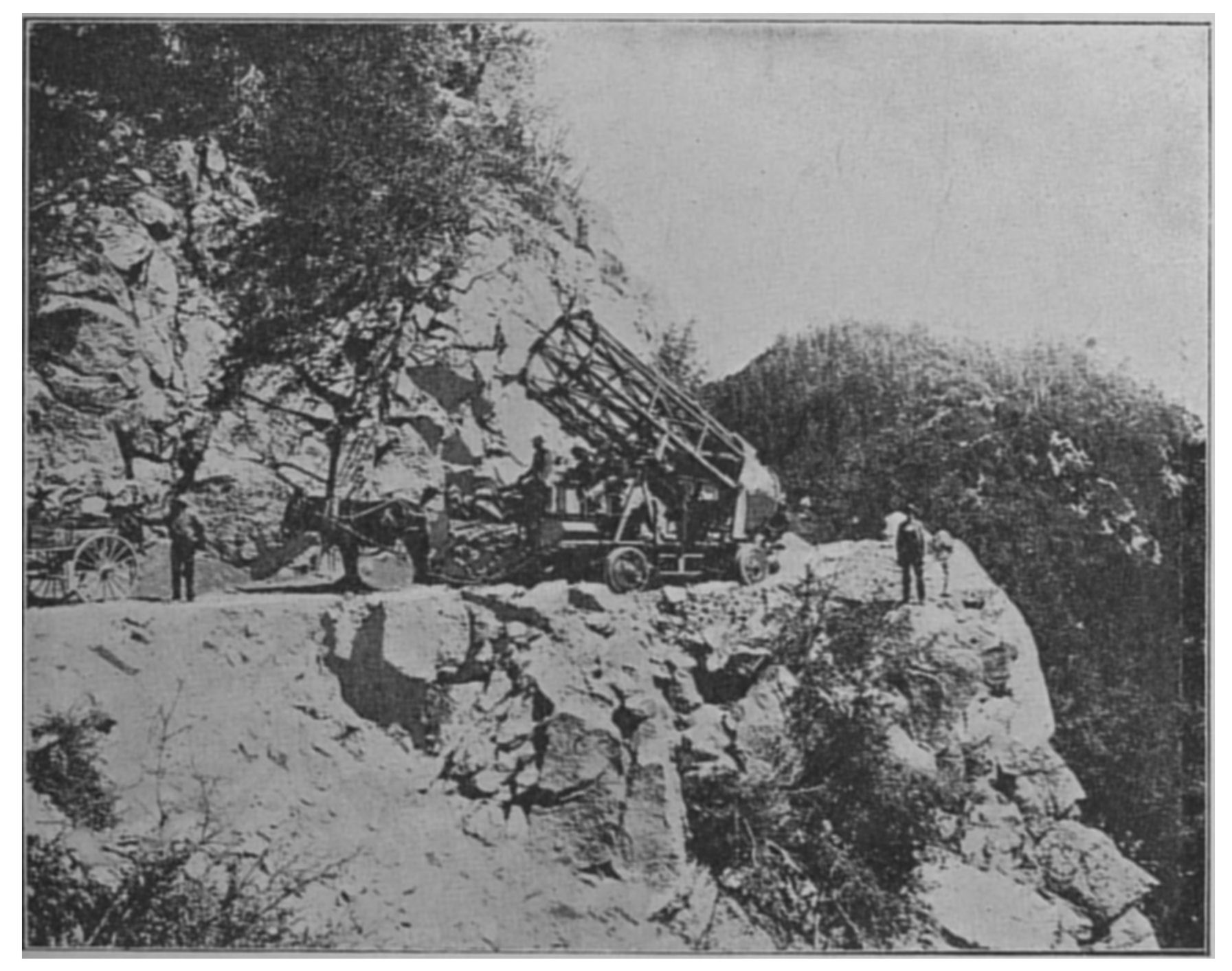
El telescopio de cinco pies sube a la montaña.

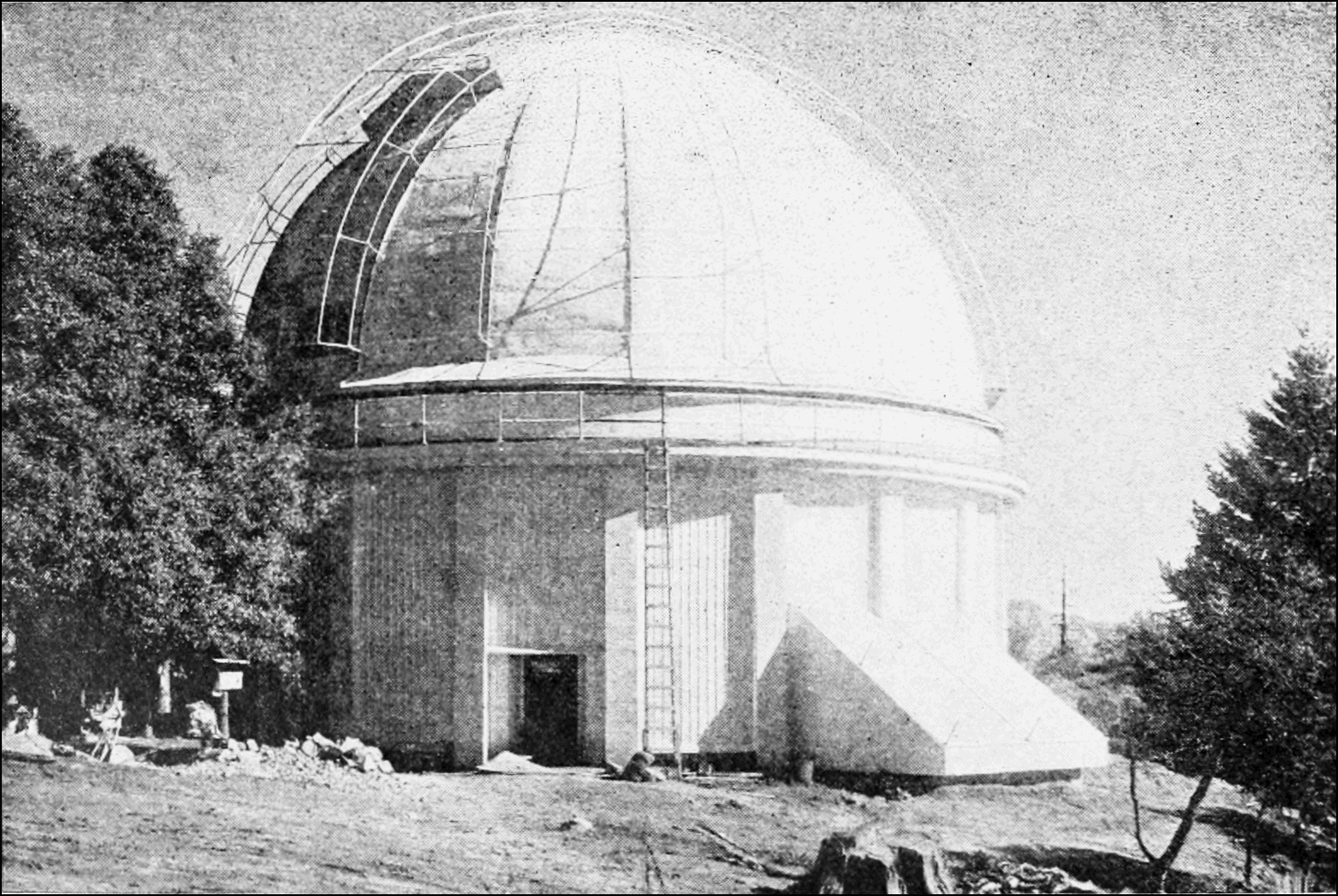
Cúpula de acero del telescopio de 60 pulgadas en 1909.

El telescopio de 60 pulgadas es un telescopio reflector construido para configuraciones de newtoniano, cassegrain y coudé. Actualmente se utiliza en la configuración Cassegrain doblada. Se convirtió en uno de los telescopios más productivos y exitosos de la historia de la astronomía. Su diseño y potencia de captación de luz permitió ser pionero en el análisis espectroscópico, las mediciones de paralaje, la fotografía de nebulosas y la fotografía de fotométrica. Aunque fue superado en tamaño por el telescopio Hooker nueve años después, el telescopio de 60 pulgadas siguió siendo uno de los más grandes en uso durante décadas.
En 1992, el telescopio de 60 pulgadas fue equipado con un primer sistema de óptica adaptativa, el Experimento de Compensación Atmosférica (ACE). El sistema de 69 canales mejoró el poder de resolución potencial del telescopio de 0,5 a 1,0 segundos de arco a 0,07 segundos de arco. El ACE fue desarrollado por DARPA para el sistema de la Iniciativa de Defensa Estratégica, y la Fundación Nacional de la Ciencia financió la conversión civil.
En la actualidad, el telescopio se utiliza para la divulgación pública. Es el segundo mayor telescopio del mundo dedicado al público en general. Los oculares de 10 cm hechos a medida se ajustan a su foco utilizando la configuración cassegrain doblada para proporcionar vistas de la Luna, los planetas y los objetos de cielo profundo. Los grupos pueden reservar el telescopio para una noche de observación.

## Telescopio Hooker de 100 pulgadas

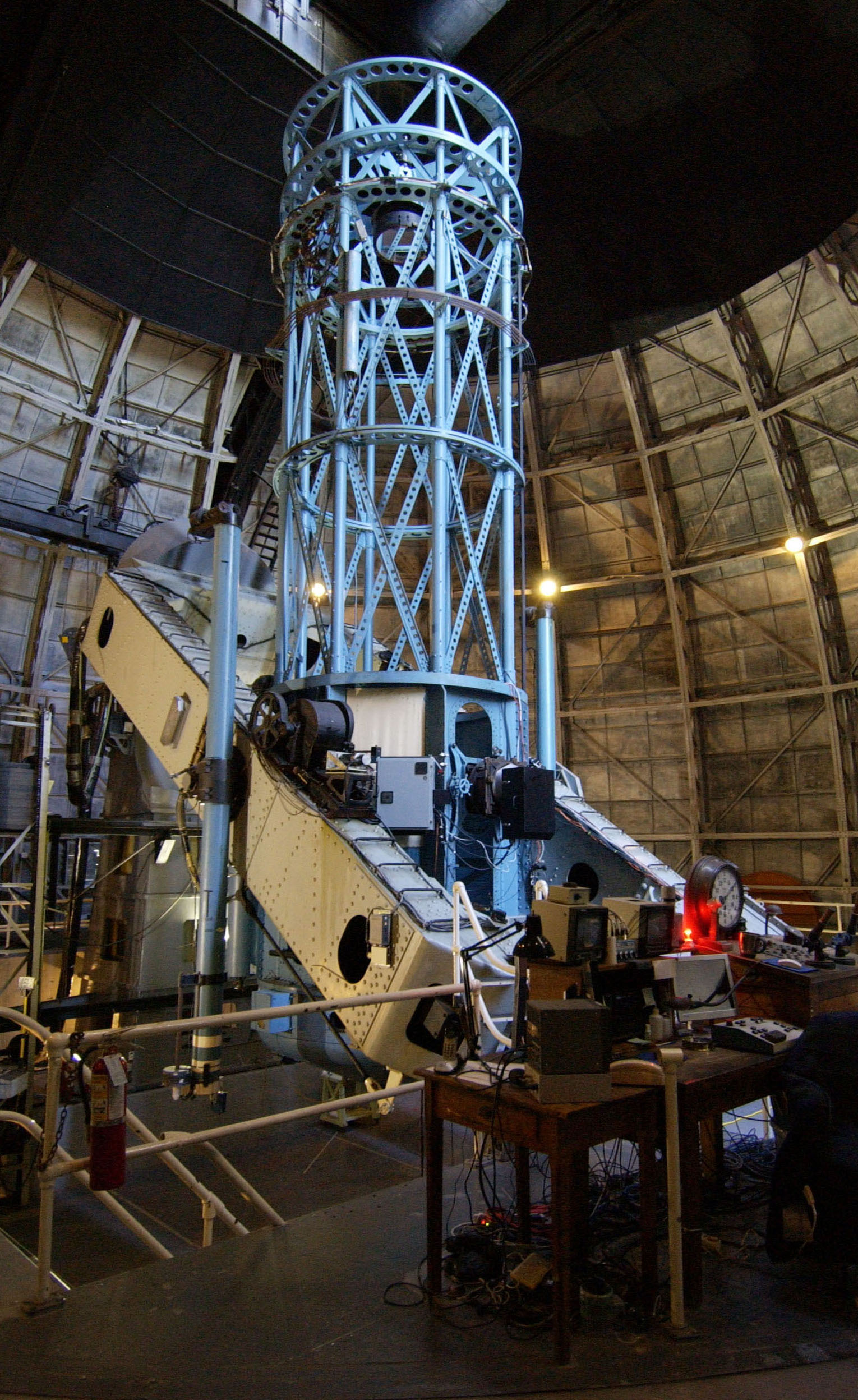
El telescopio Hooker de 100 pulgadas en Mt Wilson cambió fundamentalmente la visión científica del Universo

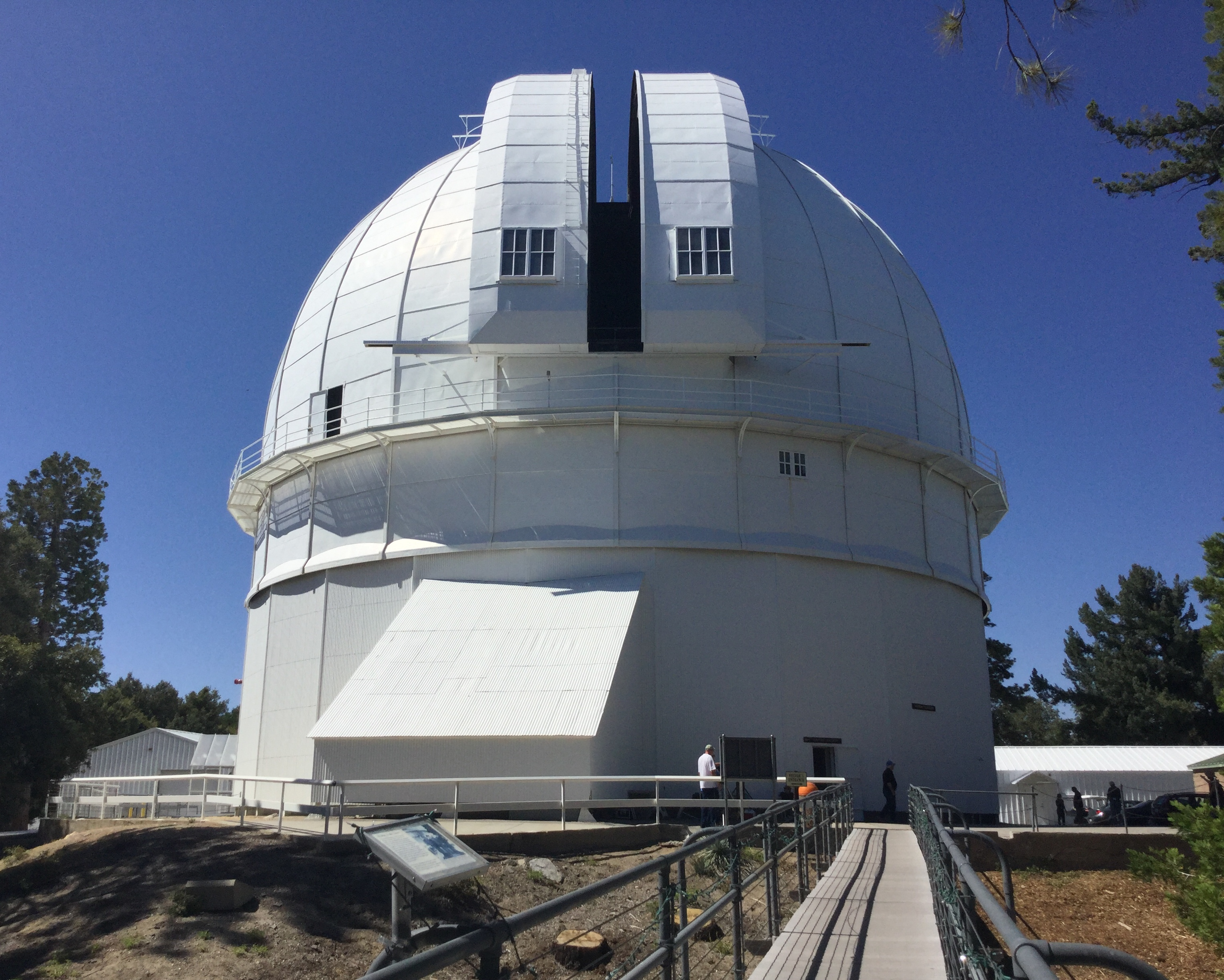
Caja del telescopio Hooker

El 100 pulgadas (2,5 m) telescopio Hooker, situado en el Observatorio del Monte Wilson, California, se terminó de construir en 1917, y fue el mayor telescopio del mundo desde 1917 hasta 1949. Es uno de los telescopios más famosos de la astronomía observacional del siglo XX. Fue utilizado por Edwin Hubble para realizar observaciones con las que produjo dos resultados fundamentales que cambiaron la visión científica del Universo. Utilizando las observaciones que realizó en 1922-1923, Hubble fue capaz de demostrar que el Universo se extiende más allá de la galaxia Vía Láctea, y que varias nebulosas espirales estaban a millones de años luz de distancia.  A continuación, demostró que el universo estaba en expansión.
| Año   | Descripción |
| ----- | --- |
| 1923  | Edwin Hubble demuestra de forma concluyente que la Galaxia de Andrómeda es externa a la Vía Láctea |
| 1929  | Hubble y Milton Humason confirman que el Universo se está expandiendo, miden su tasa de expansión y miden el tamaño del Universo conocido                                                                                                   |
| 1930s | Fritz Zwicky encuentra evidencia de la materia oscura |
| 1938  | Seth Nickolson encuentra dos satélites de Júpiter, denominados #10 y #11. |
| 1940s | Las observaciones de Walter Baade conducen a la distinción de población estelars y al descubrimiento de dos tipos diferentes de estrellas variables cefeidas, que duplican el tamaño del universo conocido calculado previamente por Hubble |

### Construcción

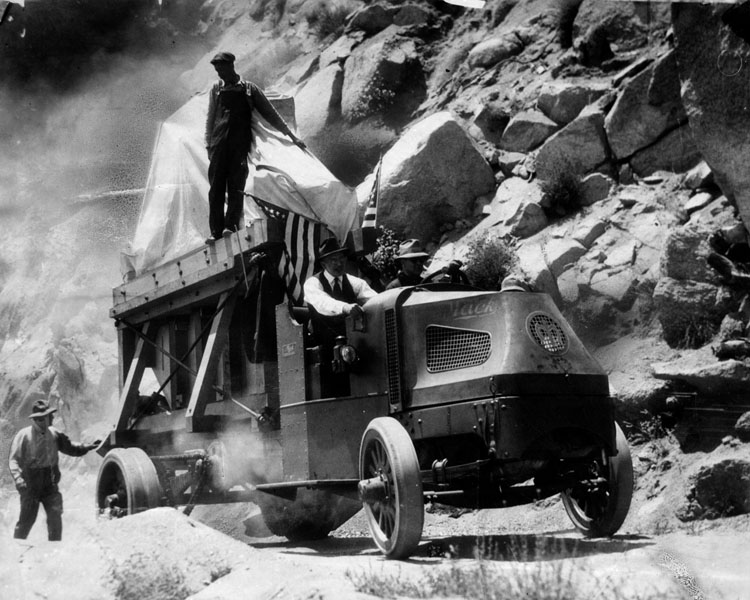
El espejo del telescopio Hooker en su camino por la carretera del Monte Wilson en un camión Mack en 1917

Una vez que el proyecto del telescopio de sesenta pulgadas estaba bien encaminado, Hale se puso inmediatamente a crear un telescopio más grande. John D. Hooker aportó una financiación crucial de 45.000 dólares para la compra y el afilado del espejo, mientras que Andrew Carnegie aportó fondos para completar el telescopio y la cúpula. La fábrica Saint-Gobain fue elegida de nuevo para fundir una pieza en bruto en 1906, que completó en 1908. Después de considerables problemas con la pieza en bruto (y posibles sustituciones), el telescopio Hooker se completó y vio la "primera luz" el 2 de noviembre de 1917. Al igual que en el telescopio de sesenta pulgadas, los cojinetes están asistidos por el uso de flotadores de mercurio para soportar el peso de 100 toneladas del telescopio.
En 1919 el telescopio Hooker fue equipado con un accesorio especial, un interferómetro astronómico de 6 metros desarrollado por Albert A. Michelson, mucho mayor que el que había utilizado para medir los satélites de Júpiter. Michelson pudo utilizar el equipo para determinar el diámetro preciso de las estrellas, como Betelgeuse, la primera vez que se midió el tamaño de una estrella. Henry Norris Russell desarrolló su sistema de clasificación de estrellas basado en las observaciones realizadas con el Hooker.
En 1935 el recubrimiento de plata utilizado desde 1917 en el espejo del Hooker fue sustituido por un recubrimiento de aluminio más moderno y duradero que reflejaba un 50% más de luz que el antiguo recubrimiento de plata. El nuevo método de recubrimiento de los espejos del telescopio se probó por primera vez en el antiguo espejo de 1,5 metros.
Edwin Hubble realizó muchos cálculos críticos a partir del trabajo en el telescopio Hooker. En 1923, Hubble descubrió la primera variable cefeida en la nebulosa espiral de Andrómeda utilizando el telescopio de 2,5 metros. Este descubrimiento le permitió calcular la distancia a la nebulosa espiral de Andrómeda y demostrar que en realidad era una galaxia fuera de nuestra Vía Láctea. Hubble, ayudado por Milton L. Humason, observó la magnitud del corrimiento al rojo en muchas galaxias y publicó un artículo en 1929 que demostraba que el universo está en expansión.
El reinado de tres décadas del Hooker como el mayor telescopio llegó a su fin cuando el consorcio Caltech-Carnegie completó su 200 pulgadas (5,1 m) Telescopio Hale en el Observatorio Palomar, a 144 km al sur, en el Condado de San Diego, California. El telescopio Hale vio su primera luz en enero de 1949.
En la década de 1980, el foco de la investigación astronómica se había volcado en la observación del espacio profundo, que requería cielos más oscuros que los que se podían encontrar en el área de Los Ángeles, debido al problema cada vez mayor de la contaminación lumínica. En 1989, la Institución Carnegie, que gestionaba el observatorio, lo cedió al Instituto Mount Wilson, una entidad sin ánimo de lucro. En ese momento, el telescopio de 2,5 metros fue desactivado, pero se volvió a poner en marcha en 1992 y en 1995 se equipó con un sistema de óptica adaptativa de luz visible y, más tarde, en 1997, albergó el UnISIS, sistema de óptica adaptativa de estrellas guía láser.
Al disminuir de nuevo el uso del telescopio para el trabajo científico, se tomó la decisión de convertirlo para su uso en la observación visual. Debido a la elevada posición del foco Cassegrain por encima del suelo de observación, se desarrolló un sistema de espejos y lentes para permitir la visualización desde una posición en la parte inferior del tubo del telescopio. Con la conversión completada en 2014, el telescopio de 2,5 metros comenzó su nueva vida como el mayor telescopio del mundo dedicado al uso público. La observación regular programada comenzó con la temporada de observación de 2015.
El telescopio tiene un poder de resolución de 0,05 segundos de arco.